# Marika Gidali
Marika Gidali (Budapeste, Hungria, 29 de abril de 1937) é uma bailarina húngara, radicada no Brasil.
No Brasil, iniciou seus estudos de dança em São Paulo, com o professor Serge Murchatovsky, na escola Carmem Brandão. Atuou como bailarina no Teatro Municipal do Rio de Janeiro, Ballet do Teatro Cultura Artística e Ballet IV Centenário.
Na área da educação e inclusão social está à frente de projetos sociais com grande repercussão, tendo coordenado as atividades de dança nas unidades da FEBEM, a convite do governador Mário Covas, coordenando o Projeto Joaninha - que hoje conta com 250 crianças e adolescentes, o Dança a Serviço da Educação- Stagium vai às Escolas e Escolas Vão ao Teatro, e o Professor Criativo - curso dirigido a professores da rede pública de ensino do Estado de São Paulo
Trabalhou em espetáculos teatrais como coreógrafa e assistente de direção, atuando ao lado de importantes nomes da cena brasileira: Ademar Guerra, Flávio Rangel, Silney Siqueira e Oswaldo Mendes
Fundadora, junto com Decio Otero, do Ballet Stagium.
É ganhadora do Prêmio Cultural Blue Life, como uma das mulheres de destaque. É detentora da Medalha de Ordem do Rio Branco, por sua relevante contribuição à cultura brasileira. Também ganhou o Prêmio Nacional Jorge Amado de Literatura e Arte, edição 2005, o Ilanud-Unicef (Prêmio Sócio-Educando), o Prêmio UNESCO (Mérito Artístico) e o Mérito Cultural, da Secretaria de Estado da Cultura de São Paulo, entre muitos outras premiações que a bailarina recebeu.